# Win Win Wiiin
『Win Win Wiiin』（ウィン・ウィン・ウィーン、略称：Win3）は、2020年11月21日よりYouTubeで配信されている宮迫博之と中田敦彦と山本圭壱によるトークバラエティ番組である。
キャッチコピーは「だから人生はオモシロイ。」

## 概要
PRESENTERである中田敦彦がスクリーンボードを使いゲストの魅力やスゴイところなどをプレゼンし、MCの宮迫博之と山本圭壱がゲストの話を深掘りをしていくトークバラエティ番組。番組名の『Win Win Wiiin』は出演者の各YouTubeチャンネルを通じて"トリプルコラボ"をすることによって「Win-Win-Win」になろうということから命名された。
2020年8月18日、宮迫と中田がお互いのYouTubeチャンネルにてコラボした際、中田が宮迫にYouTube上での番組の企画を持ち掛けたことなどがきっかけで、同番組の話が進行した。
ゲストのキャスティングや美術セットの発注まで全て自身で行い、撮影と編集は地上波の番組と遜色ないクオリティとなっている。第7回よりPart1は「中田敦彦のYouTube大学 - NAKATA UNIVERSITY」、Part2は「宮迫ですッ!【宮迫博之】」、Part3は「極楽とんぼ山本圭壱 けいちょんチャンネル」の構成で配信。また、プレミア公開では宮迫と中田もチャットに"降臨"している。
第7回までのOP映像は、かつて宮迫が出演していた番組「ワンナイR&R」をモチーフにして作られている。
PRESENTERを務める中田が新型コロナウイルス感染症に伴う水際対策の影響により、移住先のシンガポールからの帰国が難しい状況となり、第6回は中田が作成した台本を基に相方の藤森慎吾がPRESENTERを務めた。以降、緊急事態宣言などの影響により約9ヶ月間更新が停止されていたが、2022年1月15日に配信された第7回より山本圭壱をMCに加えて再開された。休止前は毎月更新だったのに対し再開後は数ヶ月間が空く不定期更新になっている。
2025年7月現在、2023年2月以降からの動画配信は2年以上更新されてない。
また公式サイトも2022年で更新が停止しており、2025年2月26日現在、2023年2月4日に配信開始されたスカイピースの記述は無い。

## 出演者
MC
- 宮迫博之[注 3][注 4]
- 山本圭壱（極楽とんぼ） - 第7回より。

PRESENTER
- 中田敦彦（オリエンタルラジオ・RADIO FISH）
- 藤森慎吾（オリエンタルラジオ・RADIO FISH） - 中田敦彦の代役（第6回）

ゲスト
- 配信日程参照

## 配信日程
| 回     | 配信日   | ゲスト                    | サブタイトル | サブタイトル                                      |
| 2020年 | 2020年   | 2020年                    | 2020年       | 2020年                                            |
| ------ | -------- | ------------------------- | ------------ | ------------------------------------------------- |
| 1      | 11月21日 | 手越祐也                  | 前編         | ジャニーズ退所の真実！                            |
| 1      | 11月21日 | 手越祐也                  | 後編         | 宮迫がテレビに戻れないのはなぜ？                  |
| 2      | 12月19日 | 西野亮廣 （キングコング） | 前編         | 12年 夢を信じぬいた男の死闘                       |
| 2      | 12月19日 | 西野亮廣 （キングコング） | 後編         | 宮迫さんを吉本に戻して下さい                      |
| 2021年 |          |                           |              |                                                   |
| 3      | 01月31日 | 山本圭壱 （極楽とんぼ）   | 前編         | 地獄から帰ってきた伝説の芸人                      |
| 3      | 01月31日 | 山本圭壱 （極楽とんぼ）   | 後編         | 吉本に戻った人、戻りたい人、辞めた人              |
| 4      | 02月27日 | ヒカル                    | 前編         | カリスマYouTuber成功の秘密                        |
| 4      | 02月27日 | ヒカル                    | 後編         | 闇を暴くって面白い                                |
| 5      | 03月27日 | 朝倉未来                  | 前編         | YouTube界を一瞬で制圧した脅威の格闘頭脳           |
| 5      | 03月27日 | 朝倉未来                  | 後編         | 格闘家YouTuberの頂点                              |
| 6      | 04月26日 | てんちむ                  | 前編         | 光と闇を行き来するYouTube界の新女王               |
| 6      | 04月26日 | てんちむ                  | 後編         | 大炎上から何度でも這い上がる                      |
| 2022年 |          |                           |              |                                                   |
| 7      | 01月15日 | 宮迫博之                  | Part1        | 全ての災いが降り注いだ男                          |
| 7      | 01月15日 | 宮迫博之                  | Part2        | 雨上がり解散＆牛宮城事件                          |
| 7      | 01月15日 | 宮迫博之                  | Part3        | 絶望を乗り越えろ                                  |
| 7      | 01月15日 | 宮迫博之                  | Part4        | 最終決戦! 黒幕登場                                |
| 8      | 05月21日 | やまと （コムドット）     | Part1        | 新世代のカリスマ降臨！コムドットから時代を学べ！  |
| 8      | 05月21日 | やまと （コムドット）     | Part2        | なぜ圧倒的人気を得たのか？意外な裏側と苦悩とは！  |
| 8      | 05月21日 | やまと （コムドット）     | Part3        | やまとが予言するYouTubeと芸能界の未来とは！？     |
| 9      | 08月06日 | 加藤浩次 （極楽とんぼ）   | Part1        | 禁断の扉を開き、狂犬参戦！神回確定の大乱戦        |
| 9      | 08月06日 | 加藤浩次 （極楽とんぼ）   | Part2        | 極楽とんぼ空白の10年間…その激闘と葛藤をついに語る |
| 9      | 08月06日 | 加藤浩次 （極楽とんぼ）   | Part3        | 雨上がり解散と極楽活動再開「相方」とは何なのか    |
| 2023年 |          |                           |              |                                                   |
| 10     | 02月04日 | スカイピース              | Part1        | 日本一コンビYouTuber降臨！二人の歴史は大河ドラマ  |
| 10     | 02月04日 | スカイピース              | Part2        | 人気絶頂からの大炎上…YouTubeの光と影              |
| 10     | 02月04日 | スカイピース              | Part3        | 引退/再起/結婚…ファンもアンチも全員に感謝感謝     |

## スタッフ
- 企画演出：中田敦彦
- TD：松井雄志
- CAM：田村耕大、本江憲司郎、安藤広敏、GOEBON
- CAMアシスタント：五阿味慎平、星玲奈
- VE：岡本皓正、狩野真
- VTR：中山颯人
- MIX：北口勇輝
- AUD：菊池かずさ
- 特機：深田真実、高須道春
- 照明：Julien Rochon、上田佳乃穂、白石弘志、高塚崚
- 技術協力：Office Chimera、PRGRESSO、テレビアルファ
- フォトグラファー：高橋優也
- 編集：川崎剛史、森岡佑次
- 音響効果：吉田達朗
- MA：塩谷徹、藤木孝寿
- 観覧：PROGRESS
- ディレクター：北住健司
- 制作スタッフ：鈴木洸貴、玉城亮、つつみひろき、ニシキドアヤト、おりょー
- 営業：入江巨之、安高聡平、楠ふみ、方波見哲朗
- プロデューサー：若林和人、高橋将一、北住みか
- スポンサー：株式会社ロコンド[33]、霧島天然水のむシリカ（初回 - 5回、第7回 - ） など
- 制作プロダクション：ShiDo、ノーブルプロモーション、ギルド[34]
- オープニングテーマ：JUVENILE「Let me tell you now (feat. Zinee)」
- オープニング映像（第8回 - ）
  - 演出：濱田明日也
  - 撮影：山田弘樹
  - 照明：穂苅慶人
  - 助監督：長田亮
  - 美術：金井花音
  - スタイリスト：石谷衣
  - メイク：呉あきえ
  - プロデューサー：加藤春子
  - PM：古田陸
  - ダンス振付：カズキのタネ（kazuki from s**t kingz、Show-hey from RADIO FISH）

過去のスタッフ
- CAM：池田浩和、小寺拓弥、TsubasA、高橋広、新井麻菜美、吉原喜久、李承宰、加藤昭秀、小堀則章、辻真太郎、茂木彰洋、西沢卓眞
- CAMアシスタント：中島翔、菊池かずさ、末吉真子、大山佳奈子、田村耕大、南場鉱介、小寺毅人、山下航輝
- VE：赤嶺千夏、佐藤広康、吉本勝弘、佐久間元貴、有坂雄、玉那覇実夢
- VTR：佐藤広康、薩川敦、末吉真子
- MIX：芦田沙織、三浦光太郎、日置小月
- AUD：明石未来、杉山萌、高橋優二
- 照明：高塚美穂、荻野理彩、新井惇也、平井治雄、吉岡駿、野口翔矢、篠原瑞希、宮淳之介、武田夏海、米満優莉
- 技術協力：CIRCLE
- 編集：駒形将貴、三浦崇、一ノ瀬真希
- 音響効果：國安啓、吉田達朗
- MA：下田由紀、坂下瑠花
- 営業：福富健、太田浩一、藤原美恵、松浦航、田岡草太、澤田享祐
- 観覧：アプローズプラス、ブレア学園
- 制作スタッフ：上新淳史
- スポンサー：株式会社div「テックキャンプ」（第2回 - 第4回）、REDEN（第5回） など
- オープニング映像（初回 - 第7回）
  - 演出：KASICO
  - 撮影：福留章介
  - 照明：小田巻実
  - 衣装：藥澤真澄
  - メイク：呉あきえ
  - 衣装提供：ロコンド、NER、CRADLE